# Natalie Cole
Natalie Cole (Los Angeles, 6. veljače 1950. - Los Angeles, 31. prosinca 2015.) bila je američka pjevačica i glumica.
Najveći uspjeh postigla je albumom Unforgettable… With Love na kojem je obradila pjesme svoga oca Nata Kinga Colea, a na kojem se posebno ističe virtualni duet s ocem, pjesma "Unforgettable". U karijeri je prodala više od 30 milijuna albuma, a nagrađena je s ukupno 9 nagrada Grammy.

## Studijski albumi
- Inseparable (1975.)
- Natalie (1976.)
- Unpredictable (1977.)
- Thankful (1977.)
- I Love You So (1979.)
- Don't Look Back (1980.)
- Happy Love (1981.)
- I'm Ready (1983.)
- Dangerous (1985.)
- Everlasting (1987.)
- Good to Be Back (1989.)
- Unforgettable... with Love (1991.)
- Take a Look (1993.)
- Holly & Ivy (1994.)
- Stardust (1996.)
- Christmas with You (1998.)
- Snowfall on the Sahara (1999.)
- The Magic of Christmas with the London Symphony Orchestra (1999.)
- Ask a Woman Who Knows (2002.)
- Leavin' (2006.)
- Still Unforgettable (2008.)
- Caroling, Caroling: Christmas with Natalie Cole (2008.)
- Natalie Cole en Español (2013.)

## Vanjske poveznice
- Službene stranice